# ВНИИнефть
Всероссийский нефтегазовый научно-исследовательский институт имени академика А. П. Крылова — научно-исследовательский институт, занимающийся вопросами разработки нефтяных месторождений. АО «ВНИИнефть» входит в группу компаний АО «Зарубежнефть».

## История
Всероссийский нефтегазовый научно-исследовательский институт имени академика А. П. Крылова был основан в 1943 году на базе Ленинградского нефтяного геолого-разведочного института (НГРИ).
В 1953 году институт пополнился проектно-исследовательским бюро по разработке нефтяных месторождений из Московского нефтяного института имени акад. И. М. Губкина, филиалами в городах г. Небит-Даге и Краснодаре.
В институте в разное время работали ученые: А. П. Крылов, М. И. Максимов, Ю. П. Борисов, М. Л. Сургучёв, Г. Г. Вахитов, В. С. Мелик-Пашаев, Б.Т. Баишев, среди его работников было 11 лауреатов Ленинской и 14 Государственной премий.
В 1994 году институт был акционирован: АО «ВНИИнефть имени академика А. П. Крылова».

## Аспирантура
Подготовка научных кадров института проводится в аспирантуре по специальностям:  «Разработка и эксплуатация нефтяных и газовых месторождений»,  «Геология, поиски и разведка горючих ископаемых», «Экономика и управление народным хозяйством».

## Продукция
Продукция института — проекты, результаты научных исследований, разработка и внедрение технологий добычи нефти, нормативные и регламентирующие документы для ТЭК РФ.
Основные направления работы института: проектирование и анализ разработки нефтяных и газовых месторождений, прикладные исследования в области разработки нефтяных месторождений; геологическое моделирование, подсчет запасов, сопровождение бурения и мониторинг состояния сырьевой базы России, разработка структурированных моделей нефтяных и газовых залежей, сопровождение поисково-разведочного бурения, разработка новых методов повышения нефтеотдачи пластов и др.
За время работы института им были созданы проекты разработок нефтяных месторождений: Самотлорское, Ромашкинское, Туймазинское (Россия), Узеньское, Тенгизское (Казахстан), Речицкое (Белоруссия), Долинское и Гнединцевское (Украина), проведены работы по использованию новых методов увеличения нефтеотдачи месторождений: Усинское, Охинское, Эхаби, Колендо (Россия), Узеньское, Каражанбас, Каламкас (Казахстан).

## Руководство
- Алексеев Фёдор Алексеевич (1943 — 1946)
- Сенюков Василий Михайлович (1946 — 1946)
- Паронджанов Давид Гаврилович (1946 — 1951)
- Мкртчян Мкртич Вагаршакович (1951 — 1953)
- Требин Фома Андреевич (1953 — 1955)
- Трофимук Андрей Алексеевич (1955 — 1957)
- Крылов Александр Петрович (1957 — 1971)
- Вахитов Гадель Галяутдинович (1971 — 1986)
- Сургучев Михаил Леонтьевич (1986 — 1991)
- Филиппов Виктор Павлович (1992 — 2000)
- Шахвердиев Азизага Ханбаба оглы (2000 — 2004)
- Рудая Валентина Семеновна (2005 — 2008)
- Крянев Дмитрий Юрьевич (2009 — 2013)
- Фомкин Артем Вачеевич (2014-2017)
- Им Павел Тхекдеевич (2017-2020)
- Терентьев Вячеслав Леонидович (С 2020)